# Mingus Dagelet
Domingus Hans (Mingus) Dagelet (Amsterdam, 13 november 1991) is een Nederlands film- en theateracteur en muzikant. Hij studeerde in 2016 af als acteur aan de Toneelacademie Maastricht.

## Film en televisie
Dagelet speelde rollen in bioscoopfilms als Razend, Een echte Vermeer, Mannenharten 2 en de hoofdrollen in Bed & Breakfast en Koning van Katoren. Hij kreeg daarnaast rollen in televisieseries zoals Nemesis, Dertigers, Overspel, Divorce, Dokter Deen, De mannentester, en het Sinterklaasjournaal.

## Theater
Dagelet speelde samen met familieleden in meerdere muzikale kindervoorstellingen in 2000, 2001, 2004, 2005 en 2009. In 2015 speelde Dagelet in de voorstelling Summer of ’96 bij NT-jong in coproductie met Het Nationale Toneel (nu Het Nationale Theater genoemd) onder regie van Casper Vandeputte. 
Verder heeft hij met Ivo van Hove gewerkt in de voorstelling De Stille Kracht van Toneelgroep Amsterdam (zomer 2017 te zien in Moskou en eind dat jaar in de Amsterdamse Stadsschouwburg). En in 2016 was hij te zien in de voorstelling De Zender van het Nationale Toneel onder regie van Joost van Hezik. 
In 2019 was hij te zien in de voorstelling Gevangenis Monologen 2. Het jaar erna in 2020 speelde hij de hoofdrol in de theatervoorstelling Wees Onzichtbaar naar het gelijknamige boek van Murat Isik onder regie van Saban Ol.  
Dagelet speelde in 2022 samen met zijn vader Hans Dagelet in de voorstelling Het Indisch Interieur onder leiding van schrijver en regisseur Bo Tarenskeen. In 2023 speelde hij in de locatievoorstelling Onder de Rook van De hoogovens.  

## Muziek
Tussen 2009 tot 2011 volgde Dagelet de vooropleiding van het Conservatorium van Amsterdam waar hij drums heeft gestudeerd. In 2009 trad hij op met Doeshka Vrede, Maarten van der Grinten en Friederike Darius op het The Hague Jazz festival. 
In 2022 speelde de familie Dagelet samen met de Sven Hammond Big Band de Quincy Jones-klassieker “Moanin’” in de uitzending van Matthijs gaat door.
In 2023 trad hij op bij de uitreiking van het Gouden Kalveren Gala met zijn vader Hans Dagelet, zijn moeder Esther Apituley, basgitarist Xander Vrienten en Marnix Dorrestein. 

## Privé
Hij is de zoon van acteur Hans Dagelet en altvioliste Esther Apituley. Charlie Chan Dagelet, Tatum Dagelet en Dokus Dagelet zijn zussen en Monk Dagelet is zijn jongere broertje.

## Filmografie

### Films
- 2011 Razend - Bart; regie: Dave Schram
- 2012 Koning van Katoren - Stach; regie: Ben Sombogaart
- 2015 Mannenharten 2 - Younes; regie: Mark de Cloe
- 2016 Een echte Vermeer - Jac van Meegeren; regie: Rudolf van den Berg
- 2017 Bella Donna's - Melvin; regie: Jon Karthaus
- 2024 Verliefd op Bali - Ridwan; regie Johan Nijenhuis
- 2024 Bed & Breakfast - Klaas; regie Ruud Schuurman

### Televisie

#### Als acteur
- 2010-2011 VRijland - Mo, regie: Barbara Bredero
- 2011 Overspel - Victor; regie: Dana Nechustan
- 2014 Divorce - Jurre; Will Koopman
- 2014 Goalmouth, seizoen 1 - Diverse rollen en presentatie
- 2015 Goalmouth, seizoen 2 - Diverse rollen en presentatie
- 2015 't Schaep Ahoy - Randy; regie: Frank Krom
- 2017 De Mannentester - Alex; regie: Hiba Vink
- 2017 Voetbalmaffia - Floris; regie: Mark de Cloe
- 2018 Dokter Deen - Otis; regie Edwin de Vries
- 2018-heden Sinterklaasjournaal - Verdwaalpiet
- 2025 De F*ckulteit - Max Klepper

#### Overig
- 2022 HuntedVIPS - Deelnemer (samen met Tatum Dagelet)
- 2023 Voor het blok - Deelnemer (samen met Thomas Brok)
- 2024 Waku Waku - Deelnemer

## Theaterwerk
- 2015 - 2017 De Stille Kracht; Toneelgroep Amsterdam; regie: Ivo van Hove
- 2016 De Zender; Het Nationale Toneel; regie: Joost van Hezik
- 2015 Summer of '96; Het Nationale Toneel/NT-Jong; regie: Casper Vandeputte